# Ренийэйкозабериллий
Ренийэйкозабериллий — бинарное неорганическое соединение
рения и бериллия
с формулой Be20Re,
кристаллы.

## Получение
- Сплавление стехиометрических количеств чистых веществ:

{\displaystyle {\mathsf {Re+20Be\ {\xrightarrow {T}}\ Be_{20}Re}}}

## Физические свойства
Ренийэйкозабериллий образует кристаллы
кубической сингонии,
пространственная группа F d3m,
параметры ячейки a = 1,154 нм, Z = 8
.